# Île Tenasserim
L'île de Tenasserim est une île de l'archipel de Mergui, en Birmanie (Myanmar). Elle est située à l'extrémité nord-ouest de l'archipel, à 15 km au sud de l'île de Kabosa. Haut de 494 m, le pic Tenasserim est le plus haut sommet de cette île escarpée et boisée. Elle est longue de 10 km et de forme irrégulière.